# Gianluigi Bianco
Gianluigi Bianco (Genova, 11 maggio 1989) è un ex calciatore italiano, allenatore del Golfo Paradiso Pro Recco Camogli Avegno.

## Caratteristiche tecniche
Gioca come terzino sinistro; dotato di buona tecnica individuale, si occupa frequentemente di battere i calci piazzati.

## Carriera

### Club
Cresciuto nel quartiere marinaro di Priaruggia, alle porte di Genova, approda a dieci anni nelle giovanili della Sampdoria dove resta dagli Esordienti alla Primavera. Nella stagione 2007-2008 vince con la Primavera blucerchiata il Campionato Primavera e la Coppa Italia Primavera.
Nella stagione successiva si trasferisce in comproprietà per 900.000 euro all'Empoli in Serie B, dove totalizza 9 presenze. La stagione 2009-2010 vede il suo approdo, sempre in prestito, al Sassuolo dove gioca 29 partite nonostante un certo calo di rendimento nel finale di stagione. Il 18 gennaio 2010 mette a segno il suo primo gol da professionista nella partita Crotone-Sassuolo 1-2.
Nell'estate 2010 viene rinnovato il suo prestito al Sassuolo ma a causa dello scarso utilizzo e di un rendimento deludente nel gennaio 2011 torna alla Sampdoria che lo gira al Frosinone, dove colleziona 11 presenze con una rete realizzata su punizione contro il Cittadella il 12 febbraio 2011.
Nella stagione 2011-2012 viene ceduto in prestito al Grosseto. Utilizzato solo in 7 partite, nel gennaio 2012 si trasferisce al Vicenza via Sampdoria. Nel Vicenza colleziona 11 presenze e quando la squadra vicentina retrocede in Lega Pro ritorna alla Sampdoria.
Il 31 agosto 2012 si trasferisce a titolo definitivo all'Avellino in Lega Pro Prima Divisione. Con gli irpini conquista la promozione in Serie B, senza però essere riconfermato tra i cadetti. Rimasto svincolato, l'8 ottobre 2013 firma un contratto annuale con il Castel Rigone neopromosso in Lega Pro Seconda Divisione. Nella stagione successiva si accasa alla Casertana, neopromossa in Lega Pro, ritrovando continuità di impiego e di rendimento e con i campani sfiora i play-off. Acquistato dal Benevento, sempre in Lega Pro, gioca metà stagione da riserva a causa di problemi con l'allenatore e nel gennaio 2016 passa in prestito alla Cremonese, voluto da Fulvio Pea. Con i grigiorossi viene bloccato da un lungo infortunio, e nell'estate 2016 rescinde il contratto con il Benevento.
Dopo alcuni mesi da svincolato, nel gennaio 2017 firma un contratto semestrale con il Pro Piacenza, dove ritrova l'allenatore Fulvio Pea.
Il 22 febbraio 2018 firma un contratto con il Busalla, squadra che milita nel campionato di Eccellenza Ligure.
Nel mese di dicembre 2018 firma per il Vado, sempre in Eccellenza Ligure. Nella stagione seguente approda alla Voltrese, in Prima Categoria, ottenendo la promozione dopo la sospensione definitiva del campionato per via della pandemia COVID-19. Nel biennio successivo difende i colori della Rossiglionese, in Seconda Categoria, per concludere infine la carriera a Sori.

### Allenatore
Nell'estate del 2023 diventa il nuovo allenatore del San Quirico Burlando, formazione genovese impegnata nel girone C di Prima Categoria, che conduce al quarto posto. Nell'estate del 2024 passa al Golfo Paradiso PRCA, con cui disputa il campionato di Eccellenza.

### Nazionale
Conta una sola presenza nelle nazionali giovanili italiane, nella partita dell'Under-20 Italia-Austria 1-2 dell'11 febbraio 2009.
Viene convocato per la prima volta in Under-21 nella partita del 3 marzo 2010 contro l'Ungheria a Rieti, ma non viene schierato in campo.

## Statistiche

### Presenze e reti nei club
Statistiche aggiornate al 6 maggio 2017.
| Stagione        | Squadra         | Campionato      | Campionato | Campionato | Coppe nazionali | Coppe nazionali | Coppe nazionali | Coppe continentali | Coppe continentali | Coppe continentali | Altre coppe | Altre coppe | Altre coppe | Totale | Totale |
| Stagione        | Squadra         | Comp            | Pres       | Reti       | Comp            | Pres            | Reti            | Comp               | Pres               | Reti               | Comp        | Pres        | Reti        | Pres   | Reti   |
| --------------- | --------------- | --------------- | ---------- | ---------- | --------------- | --------------- | --------------- | ------------------ | ------------------ | ------------------ | ----------- | ----------- | ----------- | ------ | ------ |
| 2008-2009       | Empoli          | B               | 9          | 0          | CI              | 3               | 0               | -                  | -                  | -                  | -           | -           | -           | 12     | 0      |
| 2009-2010       | Sassuolo        | B               | 29+2       | 1          | CI              | 2               | 0               | -                  | -                  | -                  | -           | -           | -           | 33     | 1      |
| 2010-gen. 2011  | Sassuolo        | B               | 10         | 0          | CI              | 1               | 0               | -                  | -                  | -                  | -           | -           | -           | 11     | 0      |
| Totale Sassuolo | Totale Sassuolo | Totale Sassuolo | 39+2       | 1          |                 | 3               | 0               |                    | -                  | -                  |             | -           | -           | 44     | 1      |
| gen.-giu. 2011  | Frosinone       | B               | 11         | 1          | CI              | -               | -               | -                  | -                  | -                  | -           | -           | -           | 11     | 1      |
| 2011-gen. 2012  | Grosseto        | B               | 7          | 0          | CI              | 2               | 0               | -                  | -                  | -                  | -           | -           | -           | 9      | 0      |
| gen.-giu. 2012  | Vicenza         | B               | 11         | 0          | CI              | -               | -               | -                  | -                  | -                  | -           | -           | -           | 11     | 0      |
| 2012-2013       | Avellino        | 1D              | 15         | 0          | CI+CI-LP        | 0+1             | 0               | -                  | -                  | -                  | SL-PD       | 0           | 0           | 16     | 0      |
| ott. 2013-2014  | Castel Rigone   | 2D              | 18         | 2          | CI-LP           | -               | -               | -                  | -                  | -                  | -           | -           | -           | 18     | 2      |
| 2014-2015       | Casertana       | LP              | 27         | 5          | CI+CI-LP        | 2+1             | 0               | -                  | -                  | -                  | -           | -           | -           | 30     | 5      |
| 2015-gen. 2016  | Benevento       | LP              | 1          | 0          | CI+CI-LP        | 0+1             | 0               | -                  | -                  | -                  | -           | -           | -           | 2      | 0      |
| gen.-giu. 2016  | Cremonese       | LP              | 6          | 0          | CI-LP           | 0               | 0               | -                  | -                  | -                  | -           | -           | -           | 6      | 0      |
| gen.-giu. 2017  | Pro Piacenza    | LP              | 14         | 0          | CI-LP           | -               | -               | -                  | -                  | -                  | -           | -           | -           | 14     | 0      |
| Totale carriera | Totale carriera | Totale carriera | 158+2      | 9          |                 | 13              | 0               |                    | -                  | -                  | -           | 0           | 0           | 173    | 9      |

## Palmarès

### Club

#### Competizioni giovanili
- Campionato Primavera: 1

Sampdoria: 2007-2008
- Coppa Italia Primavera: 1

Sampdoria: 2007-2008

#### Competizioni nazionali
- Lega Pro Prima Divisione: 1

Avellino: 2012-2013
- Supercoppa di Lega di Prima Divisione: 1

Avellino: 2013

#### Competizioni dilettantistiche
- Prima Categoria: 1

Voltrese Vultur: 2019-2020